# Palais des sports Nagorny
Pour les articles homonymes, voir Palais des sports et Nagorny (homonymie).
Le Palais des sports Nagorny (en russe : Культурно-развлекательный комплекс Нагорный) est un complexe omnisports de Nijni Novgorod en Russie. Il a été construit en 1965.

## Histoire
Il accueille notamment l'équipe de hockey sur glace du Torpedo Nijni Novgorod de la Ligue continentale de hockey depuis sa rénovation en 2007. La patinoire a une capacité de 5600 spectateurs.